# TK-20 Severstal
Le TK-20 puis TK-20 Severstal (en russe : ТК-20 « Северсталь »), est le sixième sous-marin nucléaire lanceur d'engins (en russe : Тяжёлые ракетные подводные крейсеры стратегического назначения, abrégé en ТРПКСН, littéralement « croiseur lourd sous-marin lanceur d'engins ») du projet 941 « Akula » (code OTAN : classe Typhoon), en service dans la marine soviétique puis dans la marine russe.  

## Service

### Construction en entrée en service
Le 12 janvier 1985, le TK-20 est inscrit à la liste des navires de guerre de la Marine soviétique en tant que « croiseur lourd sous-marin lanceur d'engins » (TRPK). Sa quille est posée le 27 août 1985 au chantier naval no 402 de la Sevmash à Severodvinsk. Le 31 décembre, le premier équipage est recruté et est au complet.
De 1986 à 1988, l'équipage est envoyé en formation au centre d'entraînement de la flotte no 93 à Paldiski. Le 24 août 1988, le deuxième équipage (équipe technique no 616) est au complet et il est envoyé à son tour en formation à Paldiski en 1988 et 1989.
Le 11 avril 1989, le TK-20 est lancé. Il est temporairement affecté à la 339e brigade autonome de sous-marins en construction / réparation de la base navale de la mer Blanche le temps d'effectuer ses essais en mer. Le bâtiment entre en service le 19 décembre 1989. La première cérémonie des couleurs a lieu le 22 décembre au cours de laquelle le pavillon de la marine soviétique est hissé à bord. Le 28 décembre, le sous-marin gagne la base navale de Zapadnaïa Litsa. La 616e équipe technique est dissoute. Le soutien est assuré par le 508e équipage technique à compter du 29 décembre, en même temps que le TK-208.

### Service opérationnel
Le 28 février 1990, le TK-20 est affecté à la 18e division sous-marins de la 1re flottille de Flotte du Nord, stationnée dans la baie Nerpichia. Il mène, en juin de la même année, une campagne d'étude visant à analyser les facteurs d'indiscrétion des sous-marins du projet 941 dans diverses situations, en compagnie du K-138 (projet 671RTM / classe Victor-III). Le 8 juin, le bâtiment est pleinement opérationnel avec le premier équipage, le deuxième équipage est dissout. 
De novembre 1990 à février 1991, le TK-20 est envoyé en patrouille opérationnelle avec le premier équipage. Il effectue une nouvelle une mission opérationnelle avec l'équipage du TK-208 en 1991, puis une troisième patrouille opérationnelle entre octobre 1991 et janvier 1992 avec le premier équipage. 
Le 3 juin 1992, le TK-20 est reclassé en « croiseur lourd sous-marin nucléaire stratégique » (TAPKSN). D'août à septembre 1992, il est placé en permanence opérationnelle avec l'équipage du TK-208 et à nouveau envoyé en patrouille opérationnelle en novembre-décembre.
Le 3 mars 1993, l'équipage technique no 508 est dissout. Le soutien est assuré par le 614e équipage technique, en parallèle avec le TK-17. Il est en patrouille opérationnelle avec son équipage en titre en avril-mai. 
D'octobre 1994 au mois d'avril 1995, le sous-marin est placé en IPER à Severodvinsk et temporairement affecté à la 339e brigade autonome de sous-marins en construction réparation de la base navale de la mer Blanche. Il regagne la baie Nerpichia le 14 avril 1995.
Du 2 août au 8 novembre 1995, le TK-20 est en patrouille opérationnelle avec le premier équipage. Le 25 août, il procède au tir de deux missiles au pôle Nord en surface, avec le B-414 Daniil Moskovski du projet 671RTMK, après avoir émergé le 20 août. Le premier missile connaît une avarie dans son tube de lancement. En novembre 1996, il tire un missile avec l'équipage du TK-208 depuis le pôle Nord. 
En 1997, le TK-20 subit une réparation du système de lancement au chantier naval SRZ Nerpa. Les 26 et 27 mars l'équipage procède au lancement de tous les missiles du TK-13 dans le cadre de son retrait. Aux mois de septembre et octobre 1997, le TK-20 embarque tous les missiles en fin de vie des TK-202, TK-12 et TK-13. Les 3 et 4 décembre, il procède au lancement de toute la dotation de missiles dans le cadre de leur retrait. Il reçoit à cette occasion la première place de la flotte du Nord pour le tir de missiles. 
Le 24 juillet 1999, le TK-20 est le premier sous-marin du projet 941 à prendre part à la traditionnelle parade de la journée de la flotte à Severomorsk.  En novembre et décembre, il est envoyé en mission opérationnelle avec l'équipage du TK-208, avec émersion dans l'océan Arctique.
Le 31 mai 2000, un protocole est signé avec l'entreprise Severstal et, le 20 juin, le sous-marin est renommé TK-20 Severstal. De novembre 2000 à mai 2001 il est placé entretien à Rosliakovo, avec passage sur dock à partir du 22 janvier. En septembre 2001, le TK-20 Severstal effectue une patrouille dans la zone de naufrage du K-141 Koursk. Le 17 octobre, il procède au tir de deux missiles depuis le polygone de la mer Blanche (polygone de Chija?), dans le cadre d'une mise en réserve de longue durée. En décembre 2001, il classé meilleur sous-marin de la flotte du Nord. 
Le TK-20 est à nouveau placé en IPER entre octobre et décembre 2002 au chantier naval Sevmash à Severodvinsk. En octobre ses derniers missiles SSN-20 sont déchargés. Le 1er septembre 2002 la 1re flottille de sous-marins à laquelle il est affecté devient la 12e escadre de sous-marins. Au mois de décembre, le TK-20 Severstal procède à des essais en mer après son IPER. 
Faute de missiles disponibles, il est placé en réserve de première catégorie le 29 avril 2004 et transféré à Severodvinsk. En 2005, il est affecté à la 339e brigade autonome de sous-marins en construction / réparation de la base navale de la mer Blanche, Severodvinsk. En septembre, son premier équipage devient le deuxième équipage du TK-208 Dimitri Donskoï.
Le 18 janvier 2008, le protocole avec la société Severstal est prolongé. En 2013, il est placé en attente à Severodvinsk.